# Pharaoh hound

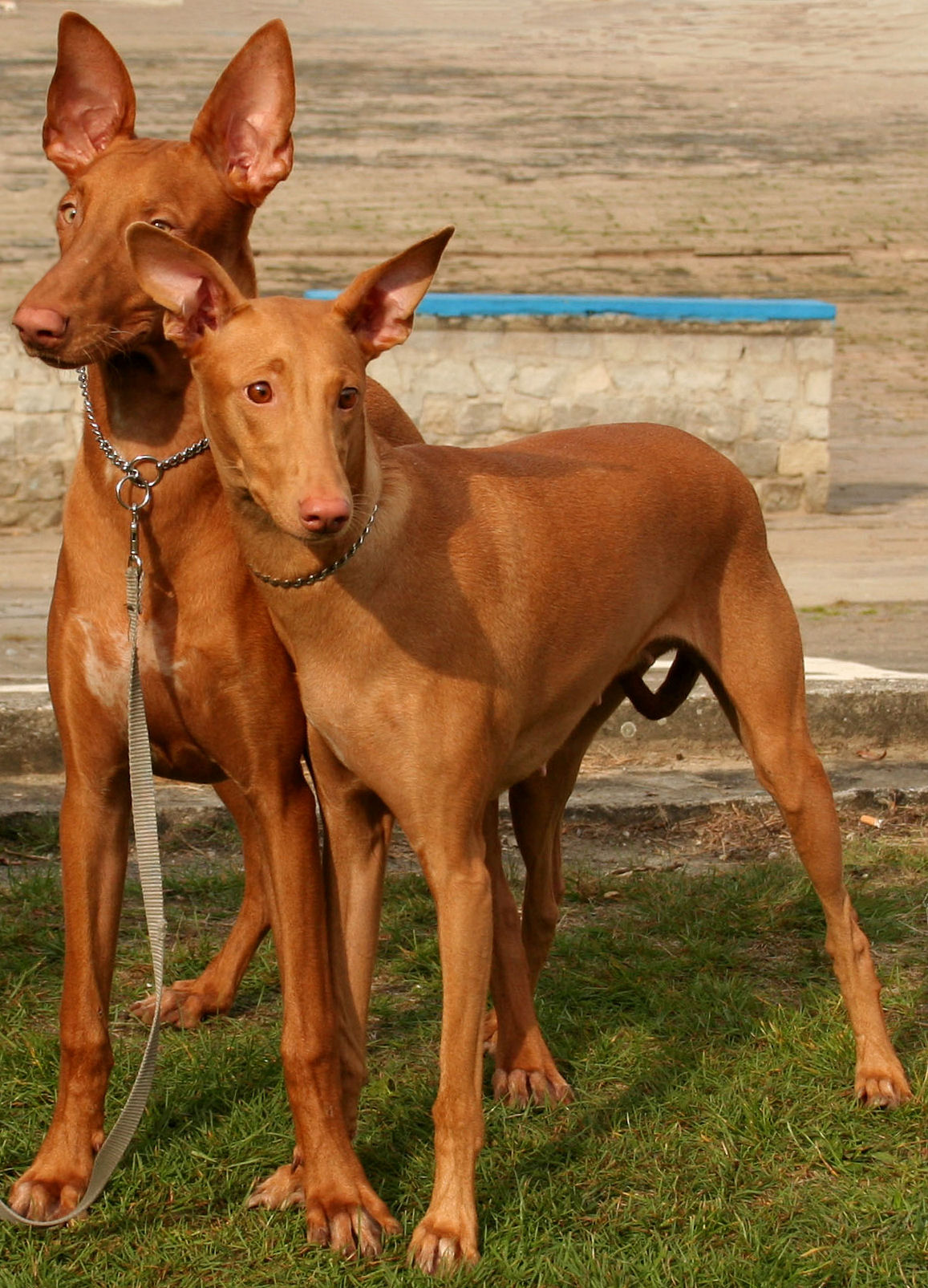
Podenco faraónico.

El pharaoh hound (o "podenco faraónico" en español) es una raza de perro de la familia de los podencos autóctona de Malta. Es la raza nacional maltesa, y se conoce en maltés como Kelb-tal Fenek (perro conejero).

## Historia
Diversos estudios genéticos e históricos realizados en los últimos años han venido a concluir que contrariamente a la extendida creencia de que el podenco es un tipo de perro primitivo importado hace unos 3.000 años de la zona de Oriente Medio, estos perros en realidad guardan estrecha relación genética con el resto de perros de caza europeos y pero siguen siendo "primitivos" aunque su 50% tenga sangre europea su otra mitad es primitiva y salvaje pura y la única raza del mundo de perros que demuestre a tan temprana edad sus instintos de cazador. No obstante, la leyenda dice que este es el perro que los faraones egipcios tanto admiraban. De ser así, esta raza tendría no menos de ocho mil años junto a los galgos son las razas menos modificadas por eso al podenco se le ha determinado perro Primitivo clase 7. Se sabe que el podenco del faraón moderno procede de la isla de Malta, en el Mediterráneo, donde fue llevado por los fenicios.

## Apariencia
Altivo y delgado, el podenco del faraón tiene la cabeza triangular, casi sin stop, de ojos color ámbar o pardo oscuro, llevando unas largas orejas erguidas y tiesas. El vientre es fino y el lomo recto y fuerte. El cuerpo está formado por músculos largos, de líneas secas. La cola está curvada y la lleva baja, aunque cuando está contento la lleva en alto. 
- Pelaje: Pelo fino, corto y lustroso.
- Color: Leonado rojizo o blanco con manchas irregulares.
- Medidas: de 55 a 63 cm, y de 21 a 26 kg los machos; y de 52 a 61 cm, y de 20 a 25 kg las hembras.

## Temperamento
Amable, juguetón, vivaz, a veces miedoso, y fiel a su humano mostrándole cariño. Es muy apreciado como animal de compañía por su gran lealtad.

## Cuidados
Su cuidado y educación no precisan atenciones especiales, por lo que son regulares y nada complicados. Aunque puede vivir en apartamentos, es preferible que viva en sitios algo mayores.